# Dune (Brettspiel, Avalon Hill)
Dune ist ein Brettspiel, welches auf dem gleichnamigen Science-Fiction-Roman von Frank Herbert, der in Deutschland unter dem Titel Der Wüstenplanet veröffentlicht wurde, basiert.
Das Spiel wurde von Bill Eberle, Jack Kittredge und Peter Olotka entwickelt und 1979 von Avalon Hill veröffentlicht. Das von dem Autorenteam entwickelte und 1977 bei Eon Games veröffentlichte Spiel Cosmic Encounter gilt als Vorläufer zu Dune. 1993 wurde Dune in französischer Sprache vom Verlag Jeux Descartes neu aufgelegt und wurde mit dem „As d’Or du jeu de simulation“ 1993 ausgezeichnet. Es existieren auch Spielregeln in deutscher Sprache.

## Thema
Die Spieler ringen um die Kontrolle über den Wüstenplaneten, die einzige Quelle des unglaublichen Spice, ohne das die interstellare Raumfahrt zum Erliegen kommt. Es dient außerdem als Zahlungsmittel. Sandstürme und gigantische Sandwürmer machen die Ernte des Spice zu einem gefährlichen Unterfangen.

## Spielziel
Jeder Spieler übernimmt die Führung einer Partei (Atreides, Harkonnen, Fremen, Imperator, Bene Gesserit, Gilde), die sich durch eine Anzahl von einzigartigen wirtschaftlichen, militärischen, strategischen oder persönlichen Eigenschaften auszeichnen. Das Ziel des Spiels ist es, diese Eigenschaften zu nutzen, um die Kontrolle über den Planeten zu erlangen.

Gewinner ist derjenige, der am Ende einer Runde eine vorgegebene Anzahl (oder mehr) an Stützpunkten mit mindestens einem Spielstein (Truppe) besetzt hält. Die Anzahl der erforderlichen Stützpunkte hängt von der Spieleranzahl ab, so wie ggf. von der Anzahl der Spieler, mit denen er ein Bündnis bildet.

## Spielablauf
In jeder Spielrunde wird zunächst der Sandsturm bewegt. Alle Truppen, über die der Sturm hinweg fegt, werden vernichtet – ebenso das Spice. Im Anschluss daran kommt es zur Spice-Blüte. Die oberste Spice-Karte wird aufgedeckt. Handelt es sich um eine Gebietskarte, wird die dort angegebene Zahl an Spice-Marken in das angegebene Gebiet gelegt. In jedem Gebiet gibt es einen speziell markierten Sektor, in den das Spice zu legen ist. Handelt es sich aber um eine der sechs Wurmkarten, erscheint ein Wurm in dem Gebiet der letzten Spice-Blüte. Dort werden alle Truppen und alles Spice vernichtet.

Als Nächstes haben die Spieler die Möglichkeit, Bestechungskarten zu ersteigern. An der Versteigerung dürfen nur Spieler teilnehmen, die ihr Handlimit von vier Karten noch nicht erreicht haben. Es werden so viele Bestechungskarten vom Stapel aufgedeckt, wie Spieler an der Versteigerung teilnehmen dürfen. Der Spieler mit dem höchsten Gebot erhält die Karte und zahlt das gebotene Spice an die Bank. Zu Beginn der Versteigerung erhalten bedürftige Spieler, d. h. Spieler die kein Spice besitzen, ein Almosen von 2 Spice aus der Bank.

Gegen die Bezahlung von Spice können die Spieler Truppen aus ihrer Reserve auf dem Planeten landen und bereits verloren gegangene Truppen wiederbeleben. Die Bewegung der Truppen  oder Truppen in benachbarte Gebiete dagegen ist kostenlos. Spieler mit Truppen in den Stützpunkten Arrakeen bzw. Carthag verfügen über Flugmaschinen (Ornithopter) und dürfen ihre Truppen sogar bis zu drei Gebiete weiterbewegen.

Haben alle Spieler ihre Truppenbewegungen abgeschlossen, muss in jedem Gebiet gekämpft werden, in dem sich Truppen verschiedener Spieler befinden. Es wird so lange gekämpft, bis sich in jedem Gebiet nur noch die Truppen maximal eines Spielers befinden.

Den Abschluss einer Spielrunde bildet die Spice-Ernte. Jede Truppe (Spielstein) kann 2 Spice einsammeln. Verfügt der Spieler über Ornithopter erhöht sich die Leistung der Truppen sogar auf 3 Spice. Das Spice kann nur von Truppen geerntet werden, die sich im selben Gebiet UND im selben Sektor wie das zu sammelnde Spice befinden.

## Besonderheiten

### Kampfmechanismus
Die am Kampf beteiligten Spieler stellen im Geheimen einen Kampfplan zusammen. Hierzu wählen sie einen Anführer und legen mit Hilfe des Kampfrades fest, wie viele der eignen im Kampfgebiet befindlichen Truppen am Kampfgeschehen teilnehmen sollen. Kampfkraft des Anführers und Anzahl der Truppen zusammengenommen ergeben die Kampfstärke. Außerdem kann jeder Spieler bis zu zwei Bestechungskarten einsetzen.

Spielt der Gegner eine Waffenkarte aus, zu der man keine passende Verteidigungskarte eingesetzt hat, wird der Anführer getötet. In diesem Fall wird seine Kampfkraft bei der Ermittlung der Kampfstärke nicht berücksichtigt. Der Spieler der jetzt noch die höhere Kampfstärke aufweisen kann, gewinnt den Kampf. Der Gewinner verliert nur die Anzahl an Truppen, die er auf dem Kampfrad eingestellt hat. Der Verlierer dagegen hat den Verlust aller eigenen Truppen in dem umkämpften Gebiet zu beklagen.
Wenn ein Gegner in einem Kampf einen Anführer einsetzt, den man zu Beginn des Spiels als Verräter gezogen hat, kann man die entsprechende Verräter-Karte aufdecken und gewinnt so den Kampf automatisch.

### Spielplan
Der Spielplan zeigt eine Karte des Wüstenplaneten mit 42 Gebieten. Zudem ist die Karte radialsymmetrisch in 18 Sektoren eingeteilt. Ihre Aufgabe ist es die Sturmbewegung zu regulieren.

### Bündnisse
Immer dann, wenn eine Wurmkarte gezogen wird, haben die Spieler die Möglichkeit Bündnisse einzugehen oder aufzukündigen. Ein Spieler kann immer nur Mitglied eines Bündnisses sein. Die Spieler eines Bündnisses können sich jederzeit geheim beraten und gegenseitig finanzielle Unterstützung gewähren. Die Truppen verbündeter Spieler können sich aber niemals im selben Gebiet befinden.

## Zielgruppe
Dune ist weder ein klassisches Familienspiel noch ein Spiel für Gelegenheitsspieler. Mit einer  Spieldauer von über zwei Stunden richtet es sich vielmehr an Vielspieler, die Spaß an komplexen Strategiespielen haben. Damit sich die richtige Spielatmosphäre einstellt, ist es hilfreich, wenn die Spieler den SF-Roman Der Wüstenplanet von Frank Herbert gelesen, bzw. eine der Verfilmungen gesehen haben.

## Ausstattung
Die Ausstattung ist nicht besonders hochwertig und besteht (bis auf den Würfel) ausschließlich aus Pappe.
- 1 Spielbrett (Karte von Dune)
- 30 Anführerscheiben (5 je Spieler)
- 2 Kampf-Räder
- 120 runde Spielsteine (Truppen) in 6 Farben
- 6 Sichtschutz (je Spieler einer)
- 21 Spice-Karten
- 33 Bestechungskarten (Treachery)
- 30 Verräterkarten (Traitor)
- 54 Spice-Marken
- 1 Sturmmarker
- 6 Sturmbewegungsmarker
- 1 Kwisatz Haderach
- 1 Würfel
- 1 Block mit einer Spielehilfe

## Erweiterungen
Mit der ersten Verfilmung des Romans erschienen 1984 die beiden Erweiterung The Duel und Spice Harvest in englischer Sprache. Daneben sind noch einige Varianten und Erweiterungen in Zeitschriften veröffentlicht worden. Unter Berücksichtigung der Varianten kann Dune sogar mit bis zu 9 Spielern gespielt werden.

### Spice Harvest
Diese Erweiterung ist ein Prolog zum Grundspiel. Es handelt sich also um ein eigenständiges Spiel die Ausgangssituation der Parteien wird jetzt nicht mehr vorgegeben, sondern wird ausgespielt. Ziel ist es, sich die besten Startpositionen, wie auch ein starkes Truppenkontingent auf dem Planeten zu sichern, bevor dessen Eroberung beginnt.

### The Duel
Diese Erweiterung ergänzt das Basisspiel um die Möglichkeit einen gegnerischen Anführer zum Duell, dem sogenannten „Kanly“ herauszufordern. Das Duell wird in einer Arena ausgetragen. In der Arena wird außerdem der „Krieg der Assassinen“ ausgetragen, der dann ausbricht, wenn sich die Spieler im Basisspiel nicht auf Bündnisse einigen können.

### Reviving the Ghola – A Variant on the Bene Tleilaxu
Die Variante von Kirby Lee Davis führt die Bene Tleilaxu als Partei für einen weiteren Spieler ein. Der Artikel ist im The GENERAL Vol.18 Nr.5 (Jan / Feb. 1982) erschienen.

### The Lansraad Maneuver
Die Variante von  Kenneth Burke führt den Lansraad als Partei für einen weiteren Spieler ein. Der Artikel ist im The GENERAL Vol.26 Nr.1 (Mai/Juni 1989) erschienen.

### The Ixian Jihad
Die Variante von Kenneth Burke führt die Ixianer als Partei für einen weiteren Spieler ein. Der Artikel ist im HEROES Vol.1 No.1 erschienen.